# خانواده همسرم
خانواده همسرم (انگلیسی: My Wife's Relations) یک فیلم کوتاه کمدی به کارگردانی ادوارد اف. کلاین و باستر کیتون است که در سال ۱۹۲۲ منتشر شد.

## داستان فیلم
مردی که به‌تازگی با زنی ازدواج کرده به خانه خانواده همسرش می‌رود و با خانواده‌اش آشنا می‌شود.
او پی می‌برد که خانواده همسرش بسیار عجیب و غریب هستند. هر یک از افراد این خانواده ویژگی‌های خود را دارند و رفتارهای غیرمعمولی از خود نشان می‌دهند.

## بازیگران
- باستر کیتون
- کیت پرایس
- جو رابرتز
- تام ویلسون